# Haroldo Saboia
Haroldo Freitas Pires de Saboia, ou apenas Haroldo Saboia, (São Luís, 16 de junho de 1950) é um jornalista, advogado, economista , servidor público e político brasileiro, atualmente filiado ao Partido Socialismo e Liberdade (PSOL) e outrora deputado federal pelo Maranhão.

## Dados biográficos

### Origem e formação
Filho de José Pires de Saboia Filho e Iracema Freitas Pires de Saboia. Aluno do ensino primário na capital maranhense, cursou o ensino médio em São João del-Rei e Brasília. Membro do movimento estudantil, ingressou no proscrito Partido Comunista do Brasil (PCdoB) em 1968 e foi repórter no jornal O Estado de S. Paulo, mas a outorga do Ato Institucional Número Cinco o fez abandonar o curso de jornalismo na Universidade de Brasília no ano seguinte e em 1971 deixou o país rumo a Paris para não ser preso. Formado em Economia pela Universidade de Paris com mestrado na mesma instituição, deixou a França em 1977, quando voltou ao Brasil trabalhando no corpo técnico da Companhia de Desenvolvimento dos Vales do São Francisco e do Parnaíba (CODEVASF).
Advogado formado pela Universidade de Brasília em 1997, tem ainda o título de Master of Business Administration (MBA) em Políticas Públicas pela Fundação Getúlio Vargas em 2004.

### Carreira política
Eleito deputado estadual pelo MDB do Maranhão em 1978, participou da fundação do Comitê Brasileiro pela Anistia naquele estado e da criação do Movimento de Oposição pra Valer junto a Jackson Lago, Maria Aragão e Nascimento de Morais. Atuando em prol das greves e manifestações estudantis em São Luís, migrou para o PMDB com a restauração do pluripartidarismo em 1980, reelegendo-se com a maior votação do estado em 1982. Adversário do Clã Sarney, conviveu com o mesmo quando José Sarney chegou interinamente à Presidência da República em 15 de março de 1985 e depois efetivado com a morte de Tancredo Neves. Ainda em 1985, foi candidato a prefeito de São Luís, num pleito vencido por Gardênia Gonçalves.
Eleito deputado federal em 1986, integrou a Assembleia Nacional Constituinte responsável pela elaboração da Constituição de 1988. Reeleito via PDT em 1990, votou a favor do impeachment de Fernando Collor em 1992. Após migrar para o PT obteve outro mandato em 1994, mas foi efetivado somente em 1996. Nesse interregno o governador Cristóvão Buarque o nomeou diretor financeiro e depois presidente da Companhia Energética de Brasília. Derrotado na eleição para senador em 1998, foi o único vereador petista eleito em São Luis no ano 2000, não disputando a reeleição. Mais uma vez derrotado ao candidatar-se a senador em 2002, migrou para o PPS no ano seguinte.
Coordenador da campanha vitoriosa de Jackson Lago em 2006, retornou ao PDT no ano seguinte, mas perdeu a eleição para vereador na capital maranhense em 2008. Em 16 de abril de 2009, a Justiça Eleitoral cassou Jackson Lago empossando Roseana Sarney em seguida, mas Saboia manteve o apoio a Jackson Lago na disputa pelo Palácio dos Leões em 2010, ano da reeleição de Roseana Sarney. Suas atividades eleitorais mais recentes foram realizadas sob a legenda do  PSOL: em 2012 foi candidato a prefeito da capital maranhense e em 2014 perdeu sua terceira eleição para senador.

### Ascendentes políticos
O acervo do Tribunal Superior Eleitoral informa: seu pai, o também advogado e jornalista Pires de Saboia, foi eleito deputado federal pela ARENA do Maranhão em 1966 e 1970.